# Supercoupe de Belgique de football 2021
 (juillet 2021).
Si vous disposez d'ouvrages ou d'articles de référence ou si vous connaissez des sites web de qualité traitant du thème abordé ici, merci de compléter l'article en donnant les références utiles à sa vérifiabilité et en les liant à la section « Notes et références ».
La Supercoupe de Belgique 2021 est un match de football qui oppose le champion belge 2020-2021, le Club Bruges KV, au vainqueur de la Coupe de Belgique 2020-2021, le KRC Genk.
Le Club Bruges remporte le match 3 buts à 2, ce qui lui fait gagner sa seizième Supercoupe de Belgique.

## Feuille de match
| 17 juillet 2021 | Club Bruges KV                       | 3 - 2   | KRC Genk                    | Stade Jan-Breydel, Bruges                        |                                                  |
| 20h45 (UTC+2)   | Mitrović 45+3e · Lang 48e · Mata 50e | (1 - 1) | Bongonda 44e · Uronen 90+3e | Spectateurs : 10 000 Arbitrage : Jonathan Lardot | Spectateurs : 10 000 Arbitrage : Jonathan Lardot |
| 20h45 (UTC+2)   | Rapport                              |         |                             | Spectateurs : 10 000 Arbitrage : Jonathan Lardot | Spectateurs : 10 000 Arbitrage : Jonathan Lardot |

| Club Bruges:     |  |                           |
| Gardien de but   |  | Senne Lammens             |
|                  |  | Clinton Mata 89e          |
|                  |  | Matej Mitrović            |
|                  |  | Brandon Mechele           |
|                  |  | Federico Ricca            |
|                  |  | Noah Mbamba 77e           |
|                  |  | Mats Rits                 |
|                  |  | Charles De Ketelaere      |
|                  |  | Odilon Kossounou          |
|                  |  | Noa Lang 85e              |
|                  |  | Bas Dost 77e              |
| Remplaçants :    |  |                           |
| Gardien de but   |  | Nick Shinton              |
| Gardien de but   |  | Henri Maton               |
|                  |  | Thomas Van den Keybus     |
|                  |  | Ignace Van der Brempt 89e |
|                  |  | Cisse Sandra 85e          |
|                  |  | Éder Balanta 77e          |
|                  |  | Maxim De Cuyper           |
|                  |  | Daniel Pérez 77e          |
|                  |  | David Okereke             |
|                  |  | Youssouph Badji           |
| Coach:           |  |                           |
| Philippe Clement |  |                           |

| KRC Genk:         |  |                          |
|                   |  |                          |
| Gardien de but    |  | Maarten Vandevoordt      |
|                   |  | Ángelo Preciado 64e      |
|                   |  | Mujaid Sadick            |
|                   |  | Mark McKenzie            |
|                   |  | Simen Juklerød           |
|                   |  | Mike Trésor Ndayishimiye |
|                   |  | Bastien Toma             |
|                   |  | Bryan Heynen 59e         |
|                   |  | Theo Bongonda 75e        |
|                   |  | Paul Onuachu 45e         |
|                   |  | Junya Ito 60e            |
| Remplaçants :     |  |                          |
| Gardien de but    |  | Tobe Leysen              |
|                   |  | Tuur Rommens             |
|                   |  | Jere Uronen 64e          |
|                   |  | Patrik Hrošovský 59e     |
|                   |  | Carel Eiting 60e         |
|                   |  | Luca Oyen                |
|                   |  | Joseph Paintsil 75e      |
|                   |  | Cyriel Dessers 45e       |
| Coach:            |  |                          |
| John van den Brom |  |                          |